# Sastra bicostata
Sastra bicostata es una especie de insecto coleóptero de la familia Chrysomelidae. Fue descrita científicamente en 1894 por Jacoby.